# Шульгинский сельсовет (Тамбовская область)
Шульгинский сельсовет — административно-территориальное и муниципальное образования в Мордовском районе Тамбовской области России.
Административный центр — село Шульгино.

## Население
| 2010  | 2012  | 2013  | 2014  | 2015  | 2016  | 2017  |
| ----- | ----- | ----- | ----- | ----- | ----- | ----- |
| 1880  | ↘1812 | ↘1790 | ↘1747 | ↘1706 | ↘1646 | ↘1622 |
| 2018  | 2019  | 2020  | 2021  |       |       |       |
| ↘1585 | ↘1540 | ↘1514 | ↘1229 |       |       |       |

## Населённые пункты
В состав сельсовета входят 10 населённых пунктов:
| №  | Населённый пункт | Тип населённого пункта | Население |
| -- | ---------------- | ---------------------- | --------- |
| 1  | Васильевка       | деревня                | 18        |
| 2  | Лавровка         | деревня                | ↘289      |
| 3  | Лежайка          | деревня                | 29        |
| 4  | Малая Хопёрка    | деревня                | 68        |
| 5  | Николаевка       | деревня                | 14        |
| 6  | Никольское       | деревня                | ↗138      |
| 7  | Писаревка        | деревня                | →134      |
| 8  | Хопёрка          | деревня                | ↘204      |
| 9  | Чемлык           | деревня                | ↘175      |
| 10 | Шульгино         | село                   | ↘811      |

## История
В состав Шульгинского сельсовета на 1956 год входили населённые пункты: д. Васильевка, д. Воейково, д. Ильинка, д. Ивановка, д. Коломенка, д. Лавровка, п. Ленинский, д. М. Хоперка, д. Никольское, д. Николаевка, д. Писаревка, Центральное отделение с-за им. Ленина, д. Чемлык, с. Шульгино, д. Хоперка, п. Димитрово, отделение МТФ, д. Осетровы Отруба, отделение Политотдел
В 1978 году Центральное отделение с-за им. Ленина, п. Димитрово, отделение МТФ, отделение Политотдел вошли в состав Ленинского сельсовета.
В 2001 году д. Воейково, д. Ильинка, д. Коломенка, д. Осетровы Отруба прекратили фактическое существование.
В настоящее время в состав Шульгинского сельсовета входят 10 населённых пунктов: д. Васильевка, д. Лавровка, д. Лежайка, д. М. Хоперка, д. Николаевка, д. Никольское, д. Писаревка, д. Хоперка, д. Чемлык, с. Шульгино.
Численность населения составляет 1847 человек. Площадь территории сельсовета 15712 км², в том числе под населёнными пунктами 3,68 км².
Шульгинский сельсовет граничит на севере с Ивановским сельсоветом Мордовского района, на востоке с Лавровским сельсоветом Мордовского района, на юге с Новопокровским поссоветом Мордовского района, на западе с Мордовским поссоветом Мордовского района и с Добринским районом Липецкой области.
В соответствии с Законом Тамбовской области от 17 сентября 2004 года № 232-З установлены границы муниципального образования и статус сельсовета как сельского поселения.